# Bob ai VII Giochi olimpici invernali - Bob a quattro maschile
La gara di bob a quattro maschile ai VII Giochi olimpici invernali si è disputata tra il 3 e il 4 febbraio a Cortina d'Ampezzo.
La gara si svolse sulla pista olimpica Eugenio Monti.

## Atleti iscritti
| America (8)                                             | America (8)                                                | America (8)                                                 |
| ------------------------------------------------------- | ---------------------------------------------------------- | ----------------------------------------------------------- |
| - Stati Uniti (8)                                       |                                                            |                                                             |
| Europa (77)                                             |                                                            |                                                             |
| - Austria (8) - Francia (4) - Italia (8) - Norvegia (4) | - Polonia (9) - Regno Unito (8) - Romania (8) - Spagna (4) | - Squadra Unificata Tedesca (8) - Svezia (8) - Svizzera (8) |

## Risultati
| Pos. | Nazione                      | Atleti                                                                                    | Manche1 | Manche2 | Manche3 | Manche4 | Totale  | Distacco |
| ---- | ---------------------------- | ----------------------------------------------------------------------------------------- | ------- | ------- | ------- | ------- | ------- | -------- |
|      | Svizzera I                   | Franz Kapus Gottfried Diener Robert Alt Heinrich Angst                                    | 1:18.00 | 1:17.19 | 1:17.09 | 1:18.16 | 5:10.44 |          |
|      | Italia II                    | Eugenio Monti Ulrico Girardi Renzo Alverà Renato Mocellini                                | 1:17.69 | 1:17.97 | 1:18.13 | 1:18.31 | 5:12.10 | +1.66    |
|      | Stati Uniti I                | Art Tyler William L. Dodge Thomas Butler James Ernest Lamy                                | 1:17.75 | 1:17.87 | 1:18.25 | 1:18.52 | 5:12.39 | +1.95    |
| 4    | Svizzera II                  | Max Angst Aby Gartmann Harry Warburton Rolf Gerber                                        | 1:17.41 | 1:17.85 | 1:18.68 | 1:20.33 | 5:14.27 | +3.83    |
| 5    | Italia I                     | Dino De Martin Giovanni De Martin Giovanni Tabacchi Carlo Da Prà                          | 1:18.10 | 1:18.65 | 1:18.50 | 1:19.41 | 5:14.66 | +4.22    |
| 6    | Squadra Unificata Tedesca I  | Hans Rösch Michael Pössinger Lorenz Nieberl Sylvester Wackerle                            | 1:18.61 | 1:19.04 | 1:19.43 | 1:20.94 | 5:18.02 | +7.58    |
| 7    | Austria II                   | Kurt Loserth Wilfried Thurner Karl Schwarzböck Franz Dominik                              | 1:19.37 | 1:19.12 | 1:20.08 | 1:19.72 | 5:18.29 | +7.85    |
| 8    | Squadra Unificata Tedesca II | Franz Schelle Jakob Nirschl Hans Henn Edmund Koller                                       | 1:19.03 | 1:18.84 | 1:19.31 | 1:21.35 | 5:18.50 | +8.06    |
| 9    | Spagna II                    | Alfonso de Portago Vicente Sartorius y Cabeza de Vaca Gonzalo Taboada Luis Nuñoz          | 1:18.87 | 1:19.27 | 1:21.37 | 1:19.08 | 5:19.49 | +9.05    |
| 10   | Austria I                    | Karl Wagner Fritz Rursch Adolf Tonn Heinrich Isser                                        | 1:19.60 | 1:20.74 | 1:19.98 | 1:20.30 | 5:20.62 | +10.18   |
| 11   | Norvegia I                   | Arne Røgden Arnold Dyrdahl Odd Solli Trygve Brudevold                                     | 1:20.96 | 1:20.08 | 1:20.45 | 1:20.01 | 5:21.50 | +11.06   |
| 12   | Gran Bretagna I              | Keith Schellenberg Rollo Brandt Ralph Raffles John Rainforth                              | 1:21.39 | 1:18.73 | 1:20.42 | 1:21.58 | 5:22.12 | +11.68   |
| 13   | Svezia II                    | Kjell Holmström Sven Erbs Walter Aronson Jan Lapidoth                                     | 1:20.58 | 1:20.32 | 1:21.15 | 1:21.13 | 5:23.18 | +12.74   |
| 14   | Romania I                    | Heinrich Enea Dumitru Peteu Nicolae Moiceanu Mărgărit Blăgescu                            | 1:21.53 | 1:20.58 | 1:20.64 | 1:20.44 | 5:23.19 | +12.75   |
| 15   | Polonia I                    | Stefan Ciapała Jerzy Olesiak Józef Szymański Aleksander Habala                            | 1:19.95 | 1:20.25 | 1:21.10 | 1:22.19 | 5:23.49 | +13.05   |
| 16   | Svezia I                     | Olle Axelsson Ebbe Wallén Sune Skagerling Gunnar Åhs                                      | 1:18.95 | 1:19.98 | 1:22.75 | 1:21.86 | 5:23.54 | +13.10   |
| 17   | Gran Bretagna II             | Stuart Parkinson John Read Christopher Williams Rodney Mann                               | 1:20.72 | 1:19.92 | 1:22.51 | 1:20.58 | 5:23.73 | +13.29   |
| 18   | Francia I                    | André Robin Pierre Bouvier Jacques Panciroli Lucien Grosso                                | 1:20.00 | 1:21.25 | 1:20.95 | 1:21.63 | 5:23.83 | +13.39   |
| 19   | Stati Uniti II               | James Bickford Donald Jacques Lawrence McKillip Hubert Miller                             | 1:20.97 | 1:22.47 | 1:21.22 | 1:20.50 | 5:25.16 | +14.72   |
| 20   | Romania II                   | Constantin Dragomir Vasile Panait Ion Staicu Gheorghe Moldoveanu                          | 1:21.21 | 1:21.22 | 1:22.37 | 1:23.03 | 5:27.83 | +17.39   |
| 21   | Polonia II                   | Aleksy Konieczny Zygmunt Konieczny Włodzimierz Źróbik Zbigniew Skowroński / Jan Dąbrowski | 1:20.64 | 1:23.13 | 1:22.52 | 1:22.11 | 5:28.40 | +17.96   |